# UnrealIRCd
UnrealIRCd ist ein Open Source IRC-Daemon, welches von EliteIRCd abgespalten wurde. Seit Mai 1999 wurden zahlreiche neue Funktionen hinzugefügt und modifiziert, darunter einige Sicherheitsfunktionen und diverse Bugfixes.
UnrealIRCd ist einer der bekanntesten IRC-Daemons und ist auch auf einigen bekannten Netzwerken anzutreffen.

## Geschichte
Die Entwicklung von UnrealIRCd begann im Jahr 1999. UnrealIRCd basiert auf EliteIRCd, welches von DALnets DreamForge IRCd abgespalten wurde. Seitdem gab es viele Codeänderungen.
Nach drei Jahren Entwicklung wurde UnrealIRCd 3.2 am 25. April 2004 freigegeben. UnrealIRCd 3.2.x war eine sehr erfolgreiche Serie und würde für mehr als 10 Jahre unterstützt werden.
Am 13. Juli 2007 kündigte Gründer Stskeeps an, dass Version 4.0 von InspIRCd abgespalten werden sollte. Diese Idee wurde später wieder verworfen.
Am 17. Dezember 2012 wurde angekündigt, dass die Entwicklung auf einer nächsten Version von UnrealIRCd gestartet wurde. Drei Jahre später, am 24. Dezember 2015, wurde UnrealIRCd 4.0.0 freigegeben. Intern enthält UnrealIRCd 4.0.0 viele Änderungen, um den Quellcode moderner zu machen. Es wurden viele Features hinzugefügt und Änderungen vorgenommen, basierend auf den Ergebnissen eines Fragebogens zwei Jahre zuvor.